# Iwan Stepanienko
Iwan Nikiforowicz Stepanienko (ros. Иван Никифорович Степаненко, ukr. Іван Никифорович Степаненко, ur. 13 kwietnia 1920 we wsi Niechajki w obwodzie czerkaskim, zm. 31 maja 2007 w Czerkasach) – radziecki lotnik wojskowy, generał major lotnictwa ZSRR, generał porucznik Sił Zbrojnych Ukrainy, dwukrotny Bohater Związku Radzieckiego (1944 i 1945).

## Życiorys
Był narodowości ukraińskiej. Skończył 7 klas szkoły, pracował jako ślusarz w Dnieprodzierżyńsku, gdzie w 1940 ukończył aeroklub. Od 1940 służył w Armii Czerwonej, w 1941 skończył Kaczyńską Wojskową Wyższą Szkołę Lotniczą Pilotów, był lotnikiem w Odeskim Okręgu Wojskowym. Od czerwca 1941 do maja 1945 uczestniczył w wojnie z Niemcami jako lotnik, dowódca klucza, zastępca dowódcy i dowódca eskadry 4 pułku lotnictwa myśliwskiego, brał udział w bitwie pod Stalingradem, walkach na Kubaniu i bitwie pod Kurskiem, później w walkach na Białorusi i w krajach bałtyckich. Walczył na Froncie Południowym, Stalingradzkim, Północno-Kaukaskim, Briańskim, 2 Nadbałtyckim i Leningradzkim. Wykonał 414 lotów bojowych i stoczył 118 walk powietrznych, w których strącił osobiście 33 i w grupie 9 samolotów wroga. Był dwukrotnie ranny. W 1949 ukończył Akademię Wojskową im. Frunzego, a w 1957 Wyższą Akademię Wojskową im. Woroszyłowa, w 1958 otrzymał stopień generała majora lotnictwa ZSRR, w 1976 został zwolniony do rezerwy. W 1999 nadano mu stopień generała porucznika Sił Zbrojnych Ukrainy. Mieszkał we Lwowie, później w Czerkasach.

## Odznaczenia
- Złota Gwiazda Bohatera Związku Radzieckiego (dwukrotnie - 13 kwietnia 1944 i 18 sierpnia 1945)
- Order Lenina
- Order Czerwonego Sztandaru (trzykrotnie - 1942, 1944 i 1945)
- Order Aleksandra Newskiego (1944)
- Order Wojny Ojczyźnianej I klasy (dwukrotnie - 1945 i 1985)
- Order Wojny Ojczyźnianej II klasy (1943)
- Order Czerwonej Gwiazdy (pięciokrotnie - 1942, 1943, 1945, 1955 i 1956)
- Order „Za służbę Ojczyźnie w Siłach Zbrojnych ZSRR” III klasy (1975)

I medale.